# Гросбеттлінген
Гросбеттлінген (нім. Großbettlingen) — громада в Німеччині, знаходиться в землі Баден-Вюртемберг. Підпорядковується адміністративному округу Штутгарт. Входить до складу району Есслінген.
Площа — 4,23 км2. Населення становить 4411 ос. (станом на 31 грудня 2020).